# 2 Fabiola

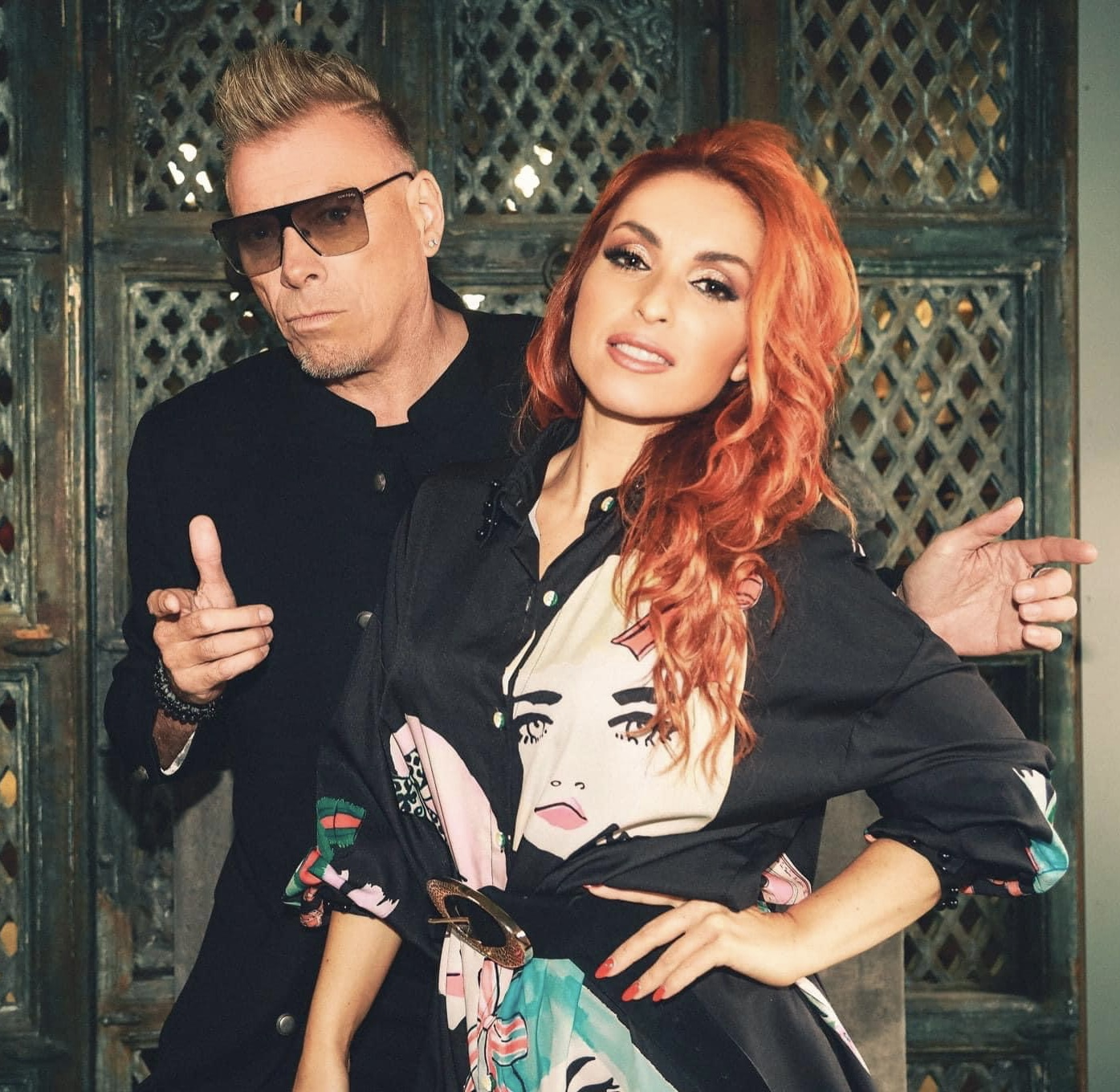
Pat Krimson & Loredana De Amicis in 2022

2 Fabiola is een eurodance-project dat in 1991 werd opgericht door Pat Krimson (Patrick Claesen) en Olivier Adams. Later voegde Zohra Aït-Fath zich bij het project, en ook danser Fabio. 2 Fabiola was het meest succesvol in de midjaren 90 van twintigste eeuw. De naam is een verwijzing naar koningin Fabiola van België. Al eerder had Pat Krimson met Leopold 3 inspiratie voor een naam gezocht bij het koningshuis.

## 1991-1999
In 1991 verscheen de eerste single The Milkyway. Het werd een underground-danceklassieker. Daarna volgde de singles Kunta Kinte, Kunta Kinté (Remixes), Mission Of Love en My Attitude, maar deze waren beduidend minder succesvol. Onderwijl bleef The Milkyway een veel gedraaid nummer. Na een pauze van een jaar in 1994 bracht 2 Fabiola Lift U Up uit, dat wederom een eurodanceklassieker werd en ditmaal vrijwel ook wereldwijd. De opvolgende single Play This Song werd een stevig succes in het zuiden van Europa; onder meer in Spanje en Italië stond het in de hitlijsten. Het is een publiek geheim dat Zohra niet zelf zong maar vooral het gezicht was in de clips en stageact. De zangpartijen werden ingezongen door Karen Boelaerts, die ook de eerste singles van Milk Inc. inzong.
De groep kende nog meer grote successen en verschillende top 5-hits: I'm on Fire, Lift U Up (dubbel A-kant met Play This Song), Freak Out, Magic Flight en Flashback. Met deze laatste scoorden ze onder meer ook in Japan. Hierna bleef het succes duren met de nummers Sisters & Brothers en Feel The Vibe. De groep creëerde een eigen geluid en was pionier in de Belgische dancescene. Fabio, de danser, verliet de groep na Magic Flight, Zohra na Feel The Vibe. In deze bezetting brachten ze 2 albums uit: Tyfoon en Androgyne. Tussendoor brachten zowel Pat Krimson als Zohra ook solonummers uit.

## Medusa
Eind 1999 werd de nieuwe 2 Fabiola voorgesteld op de TMF-awards. Zohra werd vervangen door Evi Goffin, ook wel bekend als Medusa. Na de single Summer In Space kwam er een einde aan de samenwerking en verruilde Evi de groep voor Lasgo. Eerder werd de single New Years Day uitgebracht, een cover van het U2-nummer.

## Katie Michaelson
Op 2 juli 2007 kondigde Pat Krimson op TOPradio de comeback van 2 Fabiola aan. De Australische Katie Michaelson werd het nieuwe gezicht van 2 Fabiola. De single Straight To The Top werd geen groot succes.

## Viola en Loredana
Omdat de samenwerking met Katie Michaelson moeilijk bleek door de grote afstand, werd de samenstelling opnieuw gewijzigd. Hierbij koos Pat Krimson er dit keer voor om twee zangeressen aan te trekken. Het ging om Viola Furleo uit Hasselt en Saskia Duerinck die snel vervangen werd door Loredana De Amicis uit Genk omdat er tussen Saskia en Pat geen vruchtbare samenwerking was. De Hasseltse Furleo maakte enkele jaren geleden samen met Katerine (bekend van haar deelname aan Star Academy en de singles Here Come All the Boys, Watch Me Move en LiveWire) deel uit van de meidengroep Indiana. De eerste single We Love The 90s verscheen op 1 april 2008 en was het anthem voor de I love the 90's - The party in de Ethias Arena in Hasselt. De eerste échte nieuwe single van 2 Fabiola, Blow Me Away, is eind juni 2008 verschenen, maar haalde weinig succes. Een notering in de Ultratop was er wel bij. In april 2009 verscheen een remix door Sound of Stereo van het bekende Lift U Up. Deze geraakte niet verder dan de Ultratip. Op 3 oktober 2009 speelde 2 Fabiola onder meer op Sleepless in Tongeren.
In 2014 nam 2 Fabiola feat. Loredana deel aan de nationale voorrondes voor het Eurovisiesongfestival. Ze raakten er tot in een van de drie halve finales. In die halve finale brachten ze de single She's After My Piano. Dat lied werd daarna een veel gespeelde hit, de eerste sinds de comeback van de groep. Het lied haalde de 6de plaats in de Ultratop 50 en won de Radio 2 Zomerhit van 2014. Het werd dat jaar het vaakst gedraaide lied op de Vlaamse radio.

## Discografie

### Ultratop
| Album met hitnotering(en) in de Vlaamse Ultratop 200 albums | Datum van verschijnen | Datum van binnenkomst | Hoogste positie | Aantal weken | Opmerkingen |
| ----------------------------------------------------------- | --------------------- | --------------------- | --------------- | ------------ | ----------- |
| Tyfoon                                                      | 1996                  | 23-11-1996            | 5               | 44           |             |
| Androgyne                                                   | 1998                  | 14-11-1998            | 27              | 13           |             |

| Single met hitnotering(en) in de Vlaamse Ultratop 50 | Datum van verschijnen | Datum van binnenkomst | Hoogste positie | Aantal weken | Opmerkingen          |
| ---------------------------------------------------- | --------------------- | --------------------- | --------------- | ------------ | -------------------- |
| The Milky Way                                        | 1991                  |                       |                 |              |                      |
| Kunta Kinte                                          | 1992                  |                       |                 |              |                      |
| Kunta Kinte (Remixes)                                | 1992                  |                       |                 |              |                      |
| Mission Of Love                                      | 1993                  |                       |                 |              |                      |
| My Attitude                                          | 1993                  |                       |                 |              |                      |
| Lift U Up                                            | 1995                  |                       |                 |              |                      |
| Play This Song                                       | 1995                  |                       |                 |              |                      |
| Lift U Up (/Play This Song)                          | 1996                  | 23-3-1996             | 1(4wk)          | 24           |                      |
| I'm on Fire                                          | 1996                  | 6-7-1996              | 2               | 14           |                      |
| Universal Love                                       | 1996                  | 16-11-1996            | 19              | 10           |                      |
| Freak Out                                            | 1996                  | 15-2-1997             | 2               | 16           |                      |
| Magic Flight                                         | 1997                  | 31-5-1997             | 3               | 17           |                      |
| Flashback                                            | 1998                  | 28-3-1998             | 3               | 12           |                      |
| Sisters And Brothers                                 | 1998                  | 3-10-1998             | 17              | 6            |                      |
| Feel The Vibe                                        | 1998                  | 19-12-1998            | 25              | 8            |                      |
| New Years Day                                        | 1999                  | 6-11-1999             | 12              | 9            | met Medusa           |
| Summer In Space                                      | 2000                  | 6-5-2000              | 28              | 4            | met Medusa           |
| Straight To The Top                                  | 2007                  | 15-9-2007             | 30              | 3            | met Katie Michaelson |
| Blow Me Away/We Love The 90s                         | 2008                  | 19-7-2008             | 33              | 5            |                      |
| Lift U Up 2009                                       | 2009                  | 11-4-2009             | tip15           | -            |                      |
| Push It Up                                           | 2010                  | 31-7-2010             | tip20           | -            |                      |
| She's After My Piano                                 | 2014                  | 14-03-2014            | 6               | 18           | met Loredana / Goud  |
| One Night In Dubai                                   | 2014                  | 06-09-2014            | 25              | 1            |                      |
| Beautiful                                            | 2015                  | 31-01-2015            | 32              | 3            |                      |
| Rock It                                              | 2015                  | 06-06-2015            | tip71           | -            |                      |
| Doctor Disco                                         | 2015                  | 18-07-2015            | tip18           | -            |                      |

### Albums
- Tyfoon - 1996
- Androgyne - 1998
- For The Bigga And Bolda - 2012 (verzamelalbum)
- Evolution - 2016

## Varia
Sinds juni 2009 heeft Viola een relatie met Kristof Van Den Bergh van rockgroep The Ditch.